# Rivière Noire (rivière Sainte-Anne)
Pour les articles homonymes, voir Rivière Noire.
La Rivière Noire est un cours d'eau qui traverse les municipalités de Rivière-à-Pierre, Saint-Alban et de Saint-Casimir, dans la municipalité régionale de comté (MRC) de Portneuf, dans la région administrative de la Capitale-Nationale, dans la province de Québec, au Canada. La rivière prend sa source dans le lac Grandbois et coule sur 63 km, traverse les lacs Montauban et Long jusqu'à Saint-Casimir.
Le haut du bassin est dominé par un milieu forestier alors que l'aval passe dans un milieu fortement agricole. La section des lacs Montauban et Long est située dans le parc naturel régional de Portneuf, qui offre de nombreuses activités de plein air.

## Géographie
Elle prend sa source dans le lac Grandbois (longueur : 1,2 km ; altitude : 301 m) qui est situé à l'est du village de Rivière-à-Pierre. La rivière Noire a une longueur de 63 km et un bassin versant de 568,38 km2, ce qui est le second en importance des sous-bassins de la rivière Sainte-Anne. La pente moyenne est de 6,3 m/km, mais certains segments ont un dénivelé plus important, en particulier en aval du lac Long.

### Parcours dans Rivière-à-Pierre
À partir du lac Grandbois, la rivière Noire coule vers le sud en zone forestière en traversant le lac du Sauvage, le lac à la Montre, en recueillant le ruisseau Giguère et traverse le lac Montauban.

### Parcours dans Saint-Alban
À partir de l'embouchure du lac Clair Ouest, la rivière Noire coule vers le sud-est en territoire forestier, dans les rangs IV et III, plus ou moins en parallèle à la limite entre Saint-Alban et Sainte-Christine-d'Auvergne. Après un premier segment de 1,0 km, la rivière reçoit les eaux de la décharge du lac Clair (venant du nord).
En traversant le rang II, la rivière continue sur 3,6 km vers l'Est puis vers le sud-est au fonds d'une petite vallée entourée de montagnes. Puis la rivière bifurque vers le sud dans le rang I pour couler dans une segment de 2,9 km jusqu'à un petit pont qui marque la plaine du Saint-Laurent où débute l'environnement agricole. Plus à l'ouest, la rivière passe alors au nord du village de Saint-Alban. De là, la rivière se dirige vers le sud-ouest, presque en parallèle (du côté nord) à la rivière Sainte-Anne, dans le rang de la 7e Concession, jusqu'à la limite de Saint-Casimir.

### Parcours dans Saint-Casimir
À partir de la limite municipale de Saint-Alban, la rivière marque sur 2,9 km en serpentin (ou 1,7 km en ligne directe) la limite entre Saint-Casimir et Saint-Thuribe. À partir de la limite de Saint-Alban, la rivière bifurque vers le sud pour parcourir 16,1 km (mesuré par le courant ou 2,1 km en ligne directe) en serpentin dans le rang de la Rivière-Noire jusqu'à la confluence de la rivière Blanche, au nord du village de Saint-Casimir.
À partir de l'embouchure de la rivière Blanche, la rivière Noire parcours un dernier segment de 1,8 km vers le sud pour se déverser dans la rivière Sainte-Anne, à la hauteur de l'île Grandbois, à la limite est du village de Saint-Casimir. Cette confluence est située à 4,2 km (mesuré par le courant) en amont de la limite de la MRC de Portneuf ou 8,1 km en amont des ponts de l'autoroute 40 ou 11,5 km en amont de l'embouchure de la rivière Sainte-Anne.

### Principaux lacs
Les trois plus grands lacs du bassin versant de la rivière Noire sont le lac Montauban (394 ha), le lac Long (276 ha) et le lac lac Blanc (206 ha). On y rencontre aussi plusieurs lacs de plus d'un kilomètre carré soit le  lac Clair (179 ha), le lac Carillon (199 ha) et le lac Émeraude (101 ha),.

### Utilisation du sol
La majorité du bassin hydrographique de la rivière est dominé par un milieu forestier, à l'exception de la section en aval qui est un milieu agricole.
On retrouve trois barrages à forte contenance sur le cours de la rivière, soit à la sortie des lacs Long, Clair et à la Montre.
Une partie du cours de la rivière fait partie du parc naturel régional de Portneuf, en particulier le secteur des lacs Long et Montauban. Il comprend aussi une portion  du  lac  Carillon, et les lacs Sept Îles, en Cœur et à l'Anguille. On peut y pratiquer entre autres le canot, le kayak, le camping, la randonnée pédestre et l'escalade.

## Toponymie
Selon la Commission de toponymie du Québec, la Banque des noms de lieux comporte 86 toponymes Rivière Noire pour la province de Québec.
Le toponyme « rivière Noire » a été officialisé le 5 décembre 1968 à la Banque des noms de lieux de la Commission de toponymie du Québec.